# V. Clausen Fjord
V. Clausen Fjord är en fjord i Grönland (Kungariket Danmark). Den ligger i den nordöstra delen av Grönland, 1 800 km nordost om huvudstaden Nuuk.